# Eremedaille van Oezbekistan
De Suhrat of Eremedaille is een onderscheiding van de Republiek Oezbekistan. De aan een vijfhoekig lint gedragen medaille stelt het wapen van Oezbekistan in de traditie van de socialistische heraldiek voor. Voor een opkomende (of dalende) zon zijn een trein, een weg en agrarische velden te zien.